# Посёлок 10-го участка
Посёлок 10-го участка — Посёлок в Угранском районе Смоленской области России. Входит в состав Полдневского сельского поселения.
Население — 0 жителей (2007 год).
Расположена в юго-восточной части области в 17 км к юго-западу от Угры, в 9 км северо-западнее автодороги Знаменка-Спас-Деменск, на берегу реки Рословка. В 17 км северо-восточнее от деревни находится железнодорожная станция Угра на линии Торжок-Брянск.

## История
В годы Великой Отечественной войны деревня была оккупирована гитлеровскими войсками в октябре 1941 года, освобождена в марте 1943 года.